# Nowe Siodło
Nowe Siodło (deutsch Neudorf) ist ein Ort in der Stadt- und Landgemeinde Mieroszów im Powiat Wałbrzyski der Woiwodschaft Niederschlesien in Polen. Es liegt zwei Kilometer südöstlich von Mieroszów (Friedland in Schlesien).

## Geographie
Nowe Siodło liegt im Süden des Waldenburger Berglandes an einer Stichstraße, die in Mieroszów beginnt und in Nowe Siodło endet. Nachbarorte sind Sokołowsko im Norden, Golińsk im Südwesten sowie Mieroszów und Różana im Nordwesten. Jenseits der Grenze zu Tschechien, das über den Grenzübergang Mieroszów-Meziměstí erreicht wird, liegen im Osten Pomeznice (Grenzdörfel) und im Süden Starostín (Neusorge). Nordöstlich erhebt sich der 880 m hohe Ruprechtický Špičák (Ruppertsdorfer Spitzberg).

## Geschichte
Die Besiedlung des oberen Steinetales, das damals verwaltungsmäßig zum Glatzer Land gerechnet wurde, erfolgte um 1250 durch das ostböhmische Benediktinerkloster in Politz. Erstmals erwähnt wurde Neudorf im Jahre 1350 in einer Aufzählung der zum böhmischen Burgbezirk der Freudenburg gehörenden Ortschaften. Zusammen mit der Freudenburg gelangte es 1359 an das Herzogtum Schweidnitz. Nach dem Tod des Herzogs Bolko II. fiel es 1368 erbrechtlich an Böhmen, wobei dessen Witwe Agnes von Habsburg bis zu ihrem Tod 1392 ein Nießbrauch zustand. 1497 gehörte es zur Herrschaft Fürstenstein, die ab 1509 im Besitz der Herren von Hochberg (Hoberg; Hohberg) war. Es war nach Friedland gepfarrt und gehörte bis 1654 zum Erzbistum Prag. Im Jahre 1576 waren 20 Bauern in Neudorf ansässig. Im Dreißigjährigen Krieg fiel es wüst, so dass 1632 nur noch fünf Personen in Neudorf lebten. 
Nach dem Ersten Schlesischen Krieg fiel Neudorf zusammen mit Schlesien 1742 an Preußen. Im selben Jahr wurde eine evangelische Schule errichtet.  Nach der Neugliederung Preußens gehörte Neudorf seit 1815 zur Provinz Schlesien und war ab 1816 dem Landkreis Waldenburg eingegliedert, mit dem es bis 1945 verbunden blieb. 1818 lebten 587 Menschen in Neudorf, 1840 waren es 587, 1905 424 und 1939 schließlich nur noch 322. Seit 1874 gehörte die Landgemeinde Neudorf zusammen mit Alt Friedland, Göhlenau, Raspenau und Rosenau sowie den Gutsbezirken Friedland und Göhlenau zum Amtsbezirk Göhlenau. Von wirtschaftlicher Bedeutung war neben der Landwirtschaft die Hausweberei. Für 1732 sind 28 Hausweber belegt, 1840 waren es 69 und 1876 dann 50 Hausweber. 1829 wurden in Neudorf 23.000 Schock Leinwand gebleicht. Von Ende des 19. Jahrhunderts bis 1917 befand sich in Neudorf eine Zweiganstalt des Görbersdorfer Pücklerschen Sanatoriums.
Als Folge des Zweiten Weltkriegs fiel Neudorf 1945 wie fast ganz Schlesien an Polen und wurde in Nowe Siodło umbenannt. Die deutsche Bevölkerung wurde vertrieben. Die neuen Bewohner waren zum Teil Heimatvertriebene aus Ostpolen. Wegen der abgelegenen Lage verließen viele der neu angesiedelten Bewohner Nowe Siodło wieder.
Von 1975 bis 1998 gehörte Nowe Siodło zur Woiwodschaft Wałbrzych (deutsch: Waldenburg).